# BMW Motorrad-tijdlijn
Dit is de tijdlijn van BMW Motorrad. 
Deze tijdlijn geeft goed weer hoe de modellenlijnen sinds de invoering van de K 100 Serie naast elkaar zijn gaan lopen. Sinds dat moment worden steeds diverse compleet verschillende motorfietsseries voor al even verschillende klanten ontwikkeld en verkocht. 
Binnen elke serie is meestal ook nog eens een veelvoud aan keuzes te maken in de categorieën toeren, sportief toeren en sportief rijden. Eind 2010 "liepen" de R 1200 Serie, de HP2 Serie, de F 800 Serie, de G 650 Serie, de K 1300 Serie en de G 450 X Enduromotor. De K 1600 Serie stond op het punt gepresenteerd te worden.
- De /7 Serie zou bij het uitkomen van de K 100 Serie in 1983 afgebouwd worden, maar werd op verzoek van klanten "verlengd" en liep min of meer naadloos over in de R 100 Classic Serie. Pas bij het verschijnen van de R 1100 Serie in 1993 werd de productie van de oude luchtgekoelde boxermotoren langzaam afgebouwd. In 1996 werd de productie definitief beëindigd.

- De R 1200 C Serie valt niet binnen de R 1200-serie. Hoewel de opbouw van de motor vrijwel identiek is, verscheen de R 1200 C Serie, bestaande uit cruisers, al in 1997, zelfs twee jaar vóór de R 1150 Serie.

- De R 1100 Serie werd al in 2001 afgelost door de R 1150 Serie, maar de R 1100 S kreeg in deze serie geen opvolger en bleef op de markt tot het verschijnen van de R 1200 S in 2006.

- De eerste K 1200 Serie eindigde eigenlijk in 2005, toen de tweede K 1200 Serie met geheel nieuwe ontworpen motoren op de markt kwam. De langere doorlooptijd (tot 2009) komt door de K 1200 LT, die als Full Size Touring machine leverbaar bleef.